# SPQR

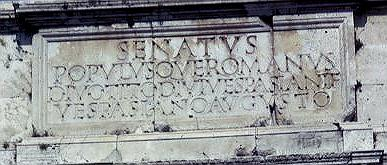
SENATVS POPVLVSQVE ROMANVS ... på Titusbågen i Rom, från år 81.

SPQR är en förkortning för Senatus Populusque Romanus (latinskt uttal: [se'na:tus popu'luskwe ro'ma:nus]), vilket betyder "senaten och det romerska folket". Det latinska suffixet -que betyder "och". Vanligtvis kommer adjektivet efter substantivet som det beskriver.
Förkortningen betecknade först den romerska republiken och därefter det romerska riket under de romerska kejsarna. Inskriptionen på Saturnustemplet på Forum Romanum (i Rom) lyder: SENATVS POPVLVSQVE ROMANVS INCENDIO CONSVMPTVM RESTITVIT, det vill säga "Senaten och det romerska folket återuppförde detta tempel, efter att det förstörts av eld". Detta var år 320 e.Kr.
Beteckningen användes för att beteckna en enighet mellan det romerska folket och dess ledare.

## Modern användning
Förkortningen används även i dag som en synonym för Roms kommun, bland annat på gatubrunnar, dricksvattenfontäner, papperskorgar och dylikt.
SPQR är även titeln på en fackbok av Mary Beard, SPQR: Historien om det antika Rom, utgiven på engelska 2015 och på svenska 2016.

## Bilder
| - Gatubrunn i Rom. - Dricksvattenfontän i Rom, en så kallad nasone. |